# Deuxième congrès panrusse des Soviets
Le deuxième Congrès panrusse des soviets a eu lieu du 25 octobre (7 novembre) au 27 octobre (9 novembre) 1917, parallèlement à la révolution d'Octobre .

## Histoire
Le deuxième congrès panrusse a réuni 649 députés : 390 bolcheviks , 160 socialistes-révolutionnaires , 70 mencheviks et 27 représentants d'autres partis. À la suite de la révolution d'Octobre le premier jour de la session des bolcheviks, certains socialistes-révolutionnaires et mencheviks se retirèrent en signe de protestation, ce qui leur valut le mépris de Trotsky :
« Vous êtes en faillite, votre rôle est joué. Allez désormais à votre place : sur le tas d’ordures de l’histoire.
– Léon Trotski
Aucune nouvelle Douma n’ayant été élue, le double pouvoir précédent a pris fin et le Congrès est devenu l’organe suprême du pouvoir d’État en Russie.
Les résolutions suivantes ont été adoptées lors du Congrès :
- Décret sur la paix (initiation des pourparlers de paix avec les puissances centrales )
- Décret foncier (destiné à abolir les propriétaires fonciers et à transférer les terres à ceux qui y travaillent)
- Abolition du Gouvernement Provisoire et remplacement par le Conseil des Commissaires du Peuple .

## Recherche historique
Selon l'historien marxiste belge Marcel Liebman, les bolcheviks détenaient la majorité dans les Soviétiques grâce à un système électoral différencié. Selon la constitution soviétique de 1918, un soviet urbain (généralement pro-bolchevique) avait un délégué pour 25 000 voix, tandis qu'un soviet rural (généralement pro-social-révolutionnaire) pouvait envoyer 1 délégué pour 125 000 voix. 
Deux livres récents basés sur des archives soviétiques ( The Russian Revolution de Richard Pipes et Tragedy of a People: The Epoch of the Russian Revolution 1891-1924 d'Orlando Figes) affirment que le 2e Congrès n'était pas juste, car il y avait un soviet avec 1 500 membres. Il a envoyé 5 délégués, ce que correspondait à plus que les députés de la ville de Kiev . Les mencheviks et les SR ont qualifié cette élection d'illégale et de non représentative.
Ces interprétations sont cependant sujettes à caution. Orlando Figes est un historien anticommuniste qui prend facilement des libertés avec les sources,. Richard Pipes quant à lui est un des principaux représentants de la thèse, elle aussi très anticommuniste, du totalitarisme du régime soviétique dès 1918.